# Лафар, Анн-Луи-Анри де
Анн-Луи-Анри де Ла Фар (фр. Anne-Louis-Henri de La Fare; 8 сентября 1752, Бессе, Королевство Франция — 10 декабря 1829, Париж, Королевство Франция) — французский куриальный кардинал. Епископ Нанси и примас Лотарингии с 17 декабря 1787 по 1 октября 1817. Архиепископ Санса с 1 октября 1817 по 10 декабря 1829. Кардинал-священник с 16 мая 1823, с титулом церкви Санта-Мария-ин-Траспонтина с 24 ноября 1823 по 10 декабря 1829.